# Ruffus & Navarro Unplugged
Ruffus & Navarro Unplugged fue un programa de televisión, emitido por La 1 de TVE en 2005-2006. Se programaba los viernes al filo de la media noche.

## Formato
Se trata de un programa que responde al género de Late night, siguiendo la estela de previos espacios dirigidos y presentados por Pepe Navarro como Esta noche cruzamos el Mississippi (Telecinco) y La sonrisa del pelícano (Antena 3); sin embargo, a diferencia de los anteriores, y atendiendo a a los límites que rigen el devenir de una cadena pública, se pretendió huir del escándalo y de los contenidos escabrosos, centrándose más en el humor y la actualidad.
Así, el programa combinaba entrevistas, actuaciones musicales, reportajes y debates sobre temas de actualidad. Parte importante del espacio se dedicaba al humor, con actuaciones de cómicos (entre los cuales, los posteriormente famosos Dani Martínez y Carlos Areces) interpretando personajes estrafalarios.

## Historia
El programa ya empezó con polémica, ya que tanto la producción como la grabación se externalizaron fuera de las instalaciones de TVE, lo que acarreó fuertes críticas de los sindicatos CC.OO. y UGT.
La primera emisión, en la que aparecieron como invitados antiguos colaboradores de Navarro como Carlos Iglesias, Santiago Urrialde y Florentino Fernández, cosechó un importante éxito de audiencia, con un 20,4% de share y 1.711.000 espectadores, liderando la franja horaria por encima de sus competidores Buenafuente (Antena 3) y Noche Hache (Cuatro).
No obstante, en sucesivas ediciones la audiencia fue declinando y finalmente, la cuota media de pantalla quedó en un 13,9%, lo que llevó a la dirección de TVE a cancelar definitivamente el programa tan solo cinco semanas después de su estreno.